# Det lukkede rum
Det lukkede rum er en svensk kriminalroman fra 1972 af forfatterne Maj Sjöwall og Per Wahlöö.
Bogen er den ottende i serien Roman om en forbrydelse på ti bind, som forfatterne skrev i perioden 1965-75.
Serien er i 2007 blevet nyoversat til dansk og udgivet på Forlaget Modtryk.

## Handling
I det lukkede rum foregår to forskellige handlinger sideløbende. Gunvald Larsson og Lennart Kollberg deltager modvilligt i en specialstyrke, der skal opklare en serie bankrøverier. Martin Beck får en opgave, fordi de andre har ondt af ham, efter at han er kommet sig ovenpå episoden i Den afskyelige mand, hvor han blev skudt: Han skal løse et klassisk problem inden for genren: «det lukkede rums mysterium».
Inkompetancen i det svenske politi har bredt sig så meget, at alle tre politimænd bliver stærkt hindret i deres arbejde. Selv om det lykkes Larsson og Kollberg at løse sagen, så har de mange distraktioner taget så lang tid, at røverne når at flygte ud af landet. En kriminel går fri af en forfærdelig forbrydelse, han har begået, for til gengæld at få en hård straf for en forbrydelse, han ikke har begået.
Beck møder Rhea Nielsen, og de forelsker sig ved første øjekast. I modsætning til hans ekskone er Rhea en type, der ikke gider vrøvl og intellektuelt er hans ligemand.
Den kriminelle mesterhjerne Werner Roos og bankrøverne Malmström og Móhren tilligemed deres uduelige, men succesfulde Nemesis, den offentlige anklager 'Bulldozer' Olsson, bliver alle introducerede i dette bind.